# Television Broadcasts Limited
Television Broadcasts Limited (normalmente conhecida como TVB) foi a primeira estação de televisão aberta comercial de Hong Kong. Fundada em 19 de novembro de 1967 com em torno de duzentos funcionários, atualmente rivaliza com a única outra estação aberta de Hong Kong, a ATV.
Quanto a TVB começou a transmitir, para distingui-la da emissora de televisão a cabo Rediffusion Television, foi chamada "Televisão Sem Fio". Apesar de atualmente existir outra emissora sem fio (a ATV, sucessora da Rediffusion Television), ainda hoje a TVB é conhecida como "Televisão Sem Fio". A emissora é atualmente a maior produtora chinesa de programas comerciais do mundo, com cerca de 4,5 mil funcionários, incluindo artistas contratados e funcionários em outros países em empresas subsidiárias.

## Canais digitais
A TVB opera atualmente 4 canais na banda digital, sendo 1 em inglês e 3 em cantonês.